# Czesław Jerzy Małkowski
Czesław Jerzy Małkowski (* 22. September 1950 in Łupowo, Woiwodschaft Lebus) ist ein polnischer Politiker und von 2001 bis 2008 Präsident der Stadt Olsztyn.
In den 1970er Jahren war er Mitglied der Polska Zjednoczona Partia Robotnicza (PZPR, deutsch Polnische Vereinigte Arbeiterpartei) in der Gmina Wielbark. In den 1980er Jahren war er für die Woiwodschaft Olsztyn Leiter der Aufsicht über Presse, Veröffentlichungen und Veranstaltungen. In den 1990er Jahren wurde er Sekretär der Socjaldemokracja Rzeczypospolitej Polskiej (SdRP) für die Woiwodschaft Olsztyn. Nach der Auflösung der SdRP wurde er Mitglied der Sojusz Lewicy Demokratycznej (SLD, Bund der Demokratischen Linken). 2001 wurde er Nachfolger von Janusz Cichoń als Stadtpräsident Olsztyns. 2005 verließ er die SLD und blieb als Parteiloser Präsident der Stadt Olsztyn. Am 12. November 2006 wurde er mit 51,72 Prozent wiedergewählt.
Im Februar 2008 wurde Małkowski wegen des Vorwurfs der sexuellen Nötigung und Vergewaltigung festgenommen. Im März wurde er wieder freigelassen, durfte aber nicht zu seiner Arbeit zurückkehren. Noch im selben Monat wurde er erneut festgenommen und für drei Monate in Untersuchungshaft genommen, welche später verlängert wurde.
Am 16. November 2008 wurde er auf Grund eines Referendums der Einwohner Olsztyns dem Amt des Stadtpräsidenten enthoben. Der Prozess um die sogenannte Sexaffäre des Olsztyner Magistrats (Seksafera w olsztyńskim magistracie) war im Januar 2013 noch nicht abgeschlossen.
Bei der Stadtpräsidentenwahl im Oktober 2018 trat er gegen seinen Nachfolger Piotr Grzymowicz an und erreichte mit 30,7 % der Stimmen als Zweitplatzierter unter acht Kandidaten hinter Grzymowicz die Stichwahl. In dieser unterlag er mit 45,5 % der Stimmen Grzymowicz, der damit sein Amt verteidigte. Bei den Selbstverwaltungswahlen 2024 bewarb er sich erneut als Stadtpräsident und erreichte mit 21,2 % der Stimmen im ersten Wahlgang erneut die Stichwahl. Dort scheiterte er mit 46,5 am neuen Stadtpräsidenten Robert Szewczyk. Bei der zeitgleich durchgeführten Stadtratswahl erreichte er aber für sein Wahlkomitee einen Sitz in der Stadtvertretung.